# Il pendolo
Il pendolo (Die Schaukel) è un film del 1983 scritto e diretto da Percy Adlon. Basato sul romanzo autobiografico di Annette Kolb, il film fu distribuito in Germania Ovest il 14 ottobre 1983 dalla Filmverlag der Autoren.